# Win Daki
Win Bakri Daki est un homme politique papou-néo-guinéen.

## Biographie
Il entre au Parlement national comme député sans étiquette du district de Tambul-Nebilyer (en) aux élections législatives de 2017, et rejoint après son élection le parti Congrès national populaire (CNP) du Premier ministre Peter O'Neill. En juin 2019, le gouvernement O'Neill perd la confiance du Parlement et démissionne. Win Daki quitte alors le CNP et devient membre du Pangu Pati, le parti du nouveau Premier ministre James Marape. Il est nommé adjoint au ministre des Finances Charles Abel, et est chargé de la Commission indépendante aux consommateurs et à la compétition, ainsi que de la supervision des budgets des gouvernements des provinces du pays.
Le 24 décembre 2020, il est promu ministre des Services pénitenciers, succédant à Chris Nangoi. Début janvier 2022, il est promu ministre de la Défense, et devient ainsi le ministre responsable de la Force de Défense de Papouasie-Nouvelle-Guinée. Il succède à Solan Mirisim, suspendu depuis plusieurs mois après avoir admis la falsification d'un document officiel,,,. Il conserve son ministère après les élections de 2022, remportées par James Marape et ses alliés.
Le 22 mai 2023, au nom du gouvernement, Win Daki signe avec le secrétaire d'État (ministre des Affaires étrangères) américain Anthony Blinken un accord de partenariat bilatéral de sécurité entre la Papouasie-Nouvelle-Guinée et les États-Unis. Les États-Unis s'engagent à investir dans la sécurité du pays et à coopérer en la matière, et obtiennent un accès militaire aux ports et aux aéroports de Papouasie-Nouvelle-Guinée. En réponse à des manifestations étudiantes contre l'accord, le Premier ministre James Marape précise que les États-Unis ne seront pas autorisés à lancer d'opérations militaires extérieures depuis la Papouasie-Nouvelle-Guinée, et que les États-Unis investiront dans les ports, les aéroports, les routes, les communications et le réseau électrique du pays. L'Australie, alliée des États-Unis, accueille favorablement la signature de ce partenariat.
Le 18 janvier 2024, à l'occasion d'un remaniement ministériel, il est transféré à la fonction de ministre du Commerce et des Industries,,.